# ④동경의 My STAR
《④동경의 My STAR》(④憧れ My STAR 욘 아코가레 마이 스타[*])는 ℃-ute의 네 번째 정규 음반이다. 2009년 1월 28일에 zetima에서 발매됐다.

## 개요
초도 생산 한정판은 CD+DVD(자켓 촬영 메이킹), 통상판은  CD뿐이다. 또, 통상판 초도 특전으로 포토 카드 8종이 랜덤 봉입되어있다. 아리하라 칸나가 참가하는 앨범으로는 마지막이 됐다.

## 수록곡
전체 작사: 츤쿠 (#1 ~ #10), 요시오카 오사무 (#11). 전체 작곡: 츤쿠 (#1 ~ #10), 우자키 류도 (#11)
| #   | 제목                                             | 작곡                         | 음악가                                      | 재생 시간 |
| --- | ------------------------------------------------ | ---------------------------- | ------------------------------------------- | --------- |
| 1.  | 〈★동경의 My STAR★〉 (★憧れ My STAR★)            | 편곡: 스즈키 다이치 히데유키 |                                             |           |
| 2.  | 〈One's LIFE〉                                   | 편곡: AKIRA                  | 우메다 에리카, 오카이 치사토, 하기와라 마이 |           |
| 3.  | 〈Yes! all my family〉                           | 편곡: 스즈키 슌스케          | 스즈키 아이리                               |           |
| 4.  | 〈눈물의 색〉 (涙の色)                           | 편곡: 후지사와 요시아키      |                                             |           |
| 5.  | 〈사랑해 사랑해〉 (愛してる 愛してる)            | 편곡: 타카하시 유이치        | 나카지마 사키, 아리하라 칸나                |           |
| 6.  | 〈청춘 송〉 (青春ソング)                         | 편곡: 야마자키 준            | 야지마 마이미                               |           |
| 7.  | 〈Big dreams〉                                   | 편곡: 후지사와 요시아키      |                                             |           |
| 8.  | 〈SHINES〉                                       | 편곡: 히라타 쇼이치로        |                                             |           |
| 9.  | 〈약속은 특별히 하지 않아〉 (約束は特にしないわ) | 편곡: 우에스기 히로시        |                                             |           |
| 10. | 〈FOREVER LOVE〉                                 | 편곡: 스즈키 슌스케          |                                             |           |
| 11. | 〈에도의 공놀이 노래 II〉 (江戸の手毬唄II)       | 편곡: 카와바타 요시마사      |                                             |           |

## 차트 순위
| 국가 | 차트                 | 최고 순위 |
| ---- | -------------------- | --------- |
| 일본 | 오리콘 차트 (주간)   | 13        |
| 일본 | 오리콘 차트 (데일리) | 5         |